# Berzsenyi Dániel Főiskola
A Berzsenyi Dániel Főiskola 1959-ben létrejött szombathelyi felsőoktatási intézmény, mely 1974-től lett önálló főiskola, 2017-től Eötvös Loránd Tudományegyetem Savaria Egyetemi Központ néven működik.

## Története
- 1959 – megalakul a felsőfokú Szombathelyi Tanítóképző Intézet (jogelődje a középfokú Kőszegi Tanítóképző)
- 1962 – a népművelő-könyvtár szakos képzés kezdete
- 1966 – a Magyar utcai kollégium átadása
- 1971 – a Pécsi Tanárképző Főiskola Kihelyezett Tagozatán megkezdődik az általános iskolai tanárképzés (matematika-ének, matematika-testnevelés, matematika-orosz szakpárokon)
- 1974 – az önálló Szombathelyi Tanárképző Főiskola alapítása
- 1974 – a Bolyai János Gyakorló Általános Iskola felavatása
- 1982 – az Ady téri kollégium átadása
- 1984 – a Tanárképző Főiskola felveszi Berzsenyi Dániel nevét
- 1984 – a természettudományi épületszárny átadása
- 1991 – a főiskola Berzsenyi téri épületében a nyelvi tanszékek új otthont kapnak
- 1991 – az új sportcsarnokban helyezik el a Testnevelés- és Sporttudományi Intézetet és tanszékeit
- 1996 – a BDF beadja 10 szak egyetemi akkreditációjának kérelmét
- 1997 – lezajlik az intézmény és a szakok akkreditációja
- 1998 – a főiskola megkapja az alkalmazott nyelvészet és az uralisztika szak egyetemi szakindításának engedélyét
- 1999 – az Európai Dokumentációs Központ létrehozása, a főiskola megkapja a nemzetközi tanulmányok - Európa-tanulmányok egyetemi alapszak és a kommunikáció szak indítási engedélyét
- 2000 – a Parlament döntése szerint a szombathelyi Berzsenyi Dániel Főiskola önálló intézményként folytatja működését. Befejeződik – Phare-pályázattal és a szombathelyi önkormányzat segítségével – a Berzsenyi téri épület átépítése
- 2001 – felavatják a Bolyai János Gyakorló Általános Iskola és Gimnázium új sporttermét és ebédlőjét
- 2002 – kormányrendelet alapján három kar jön létre: Bölcsészettudományi Főiskolai Kar (BTK), Természettudományi Főiskolai Kar (TTFK), Testnevelési és Művészeti Főiskolai Kar (TMFK)
- 2003 – a kiválóra minősített Intézményfejlesztési Terv alapján elindul a kollégiumok és az oktatási létesítmények felújítása. Vásárlással a Főiskola tulajdonába kerülnek az "E" és a Géfin Gyula utcai épületek.
- 2004 – az intézmény fennállásának 45., az önálló szombathelyi főiskola megalapításának 30. évfordulójának ünnepsége.
- 2006 – A BDF az új felsőoktatási képzési rendszerben 24 alapszakot akkreditáltat.
- 2006 – A Regionális Felsőoktatási Forrásközpont átadása: új Központi Könyvtár, Pedagógiai Szolgáltató Központ és Felnőttképzési Központ
- 2007 – A BDF Szenátusa kinyilvánította egyesülési szándékát a soproni székhelyű Nyugat-Magyarországi Egyetemmel
- 2008 – január 1-től a Berzsenyi Dániel Főiskola és a Nyugat-Magyarországi Egyetem egyesülésével egy új felsőoktatási intézmény, a Nyugat-magyarországi Egyetem kezdte meg működését. Ezen belül a három szombathelyi kar (Bölcsészettudományi Kar, Természettudományi és Műszaki Kar, Művészeti-, Nevelés- és Sporttudományi Kar) működését a Savaria Egyetemi Központ (SEK) fogja össze.
- 2015 – Kiválna a Nyugat-Magyarországi Egyetemből a SEK.
- 2016 júniusában megtörténik a Nyugat-magyarországi Egyetemmel történő szakítás és párhuzamosan döntés az Eötvös Loránd Tudományegyetemmel való egyesülésről, amelyet az EMMI elfogad.
- 2017 Februárban megtörténik az egyesülés, az új név: Eötvös Loránd Tudományegyetem Savaria Egyetemi Központ. Az új tanévet az Eötvös Loránd Tudományegyetem már az integrálódott karokkal kezdik meg. A bölcsészettudományi és természettudományi képzéseket az ELTE budapesti karokon belül de Szombathelyen létrehozott úgynevezett Centrumokban indítják. A Centrumok a következőek: SEK Bölcsészettudományi Centrum és SEK Természettudományi Centrum. a pedagógiai képzéseket a Pedagógiai és Pszichológiai Kar (PPK) Pedagógiai és Pszichológiai Intézetben oktatják. A sporttudományokat a PPK Sporttudományi Intézetben. Az eddigi gépészképzéseket az ELTE Informatikai Karába (IK) integrálódott Savaria Műszaki Intézetben folytatják. A szombathelyi képzési palettában már 18 éve sikeresen működő közgazdasági képzéseket az ELTE Társadalomtudományi Karon belül a TÁTK Közgazdaságtudományi Tanszéki Csoport viszi tovább. A SEK Természettudományi Centrumában 5 tanszék működik: a Savaria Földrajzi Tanszék (Lenner Tibor), Savaria Matematikai Tanszék (Gönye Zsuzsanna), Savaria Fizikai Tanszék (Kolláth Zoltán), Savaria Kémia Tanszék (Borzsák István), Savaria Biológiai Tanszék.